# Siemianów (gromada w powiecie kutnowskim)
Siemianów – dawna gromada, czyli najmniejsza jednostka podziału terytorialnego Polskiej Rzeczypospolitej Ludowej w latach 1954–1972.
Gromady, z gromadzkimi radami narodowymi (GRN) jako organami władzy najniższego stopnia na wsi, funkcjonowały od reformy reorganizującej administrację wiejską przeprowadzonej jesienią 1954 do momentu ich zniesienia z dniem 1 stycznia 1973, tym samym wypierając organizację gminną w latach 1954–1972.
Gromadę Siemianów siedzibą GRN w Siemianowie utworzono – jako jedną z 8759 gromad na obszarze Polski – w powiecie kutnowskim w woj. łódzkim, na mocy uchwały nr 30/54 WRN w Łodzi z dnia 4 października 1954. W skład jednostki weszły obszary dotychczasowych gromad Chrosno, Głogowiec, Klonowiec, Niedrzew i Siemianów ze zniesionej gminy Strzelce w tymże powiecie. Dla gromady ustalono 19 członków gromadzkiej rady narodowej.
1 lipca 1968 gromadę zniesiono, a jej obszar włączono do gromad: Łanięta (wieś i parcelę Chrosno, wieś Chruścinek oraz wieś Klonowiec Wielki) i Strzelce (wsie Niedrzew I i II, kolonię Drogowo, kolonię Piegowo, parcelę Przepustków, kolonię Wujkówka, wieś, parccelę i osadę leśną Siemianów oraz wieś i parcelę Klonwiec Stary) oraz do nowo utworzonej gromady Kutno-Wschód (wieś i PGR Głogowiec) w tymże powiecie.